# 하와이 주권운동

하와이 주권운동의 상징기. 하와이 왕국의 기를 뒤집어 파와이가 고통받고 있다는 것을 표현한다.

하와이 주권운동(하와이어: ke ea Hawaiʻi, 영어: Hawaiian sovereignty movement)은 하와이 민족의 독립적이거나 자치적인 국가(nation)를 재건하기 위한 풀뿌리 정치문화운동이다. 하와이 주권운동가들은 1893년 릴리우오칼라니 여왕의 폐위와 1898년 합병이 불법이었다고 주장하며, 하와이는 그때부터 지금까지 미국의 군사점령 하에 있다고 주장한다.

## 같이 보기
- 원주민 권리 선언
- 하와이의 역사
- 국민 형성
- 자결권